# Ōkuma-teien
Le jardin Ōkuma (大隈庭園, Ōkuma teien) est un jardin japonais situé dans le quartier de Shinjuku à Tokyo. Il est situé sur le campus de Waseda de l'université Waseda, et couvre environ 3 000 m2.
Il est situé sur le côté de l'auditorium du même nom et occupe 33 062 m2. Il est racheté et remodelé sous sa forme actuelle par Shigenobu Ōkuma en même temps que le domaine de l'université, et est à l'origine une résidence des clans Ii et Matsudaira. Il subit des dégâts à la suite des bombardements de Tokyo et est restauré après la guerre. Une réplique à la taille réduite d'une cloche du Shotoku Daiou Shinkyo est offerte par d'anciens étudiants coréens de l'université en 1982.

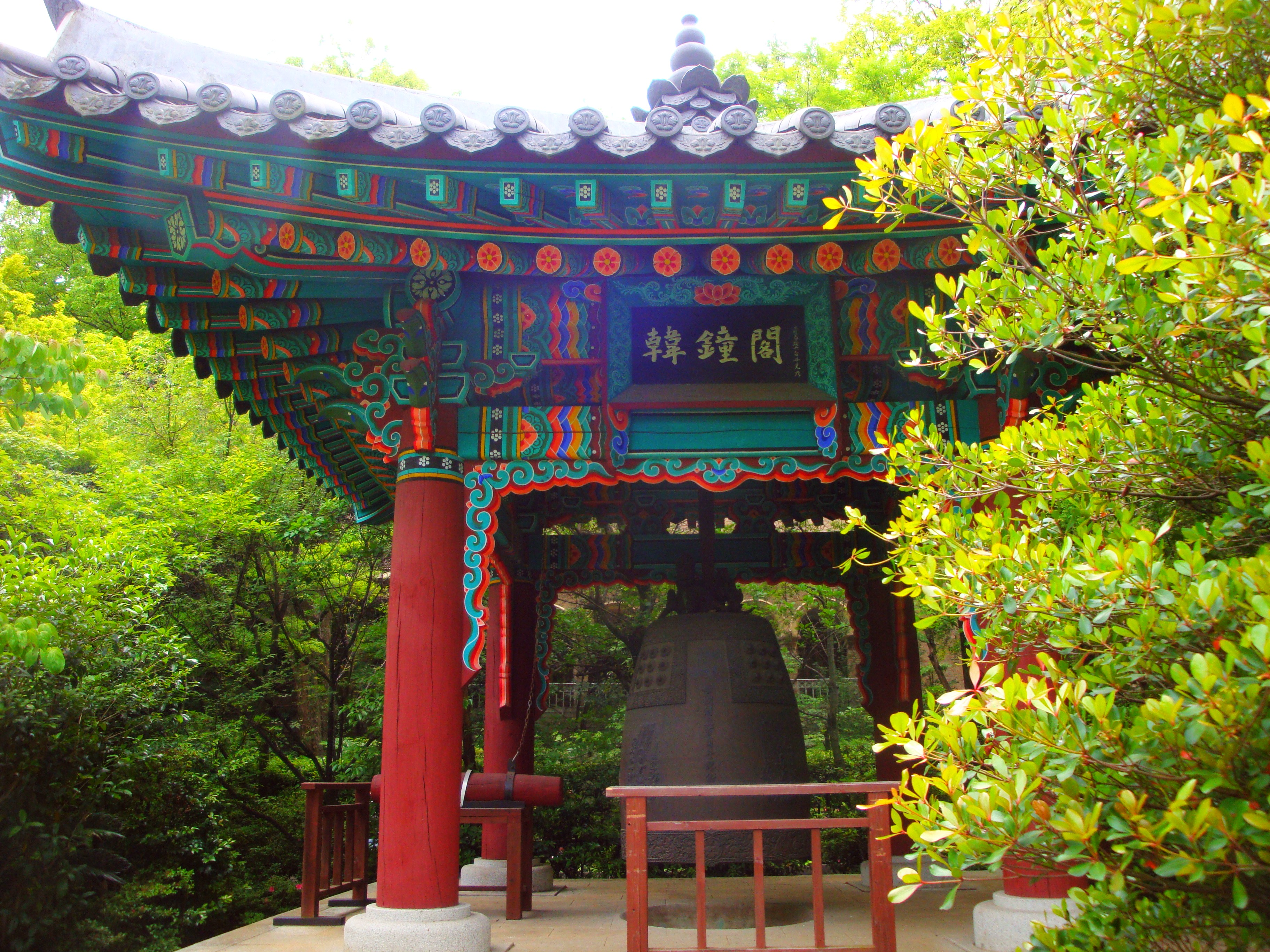
Cloche coréenne
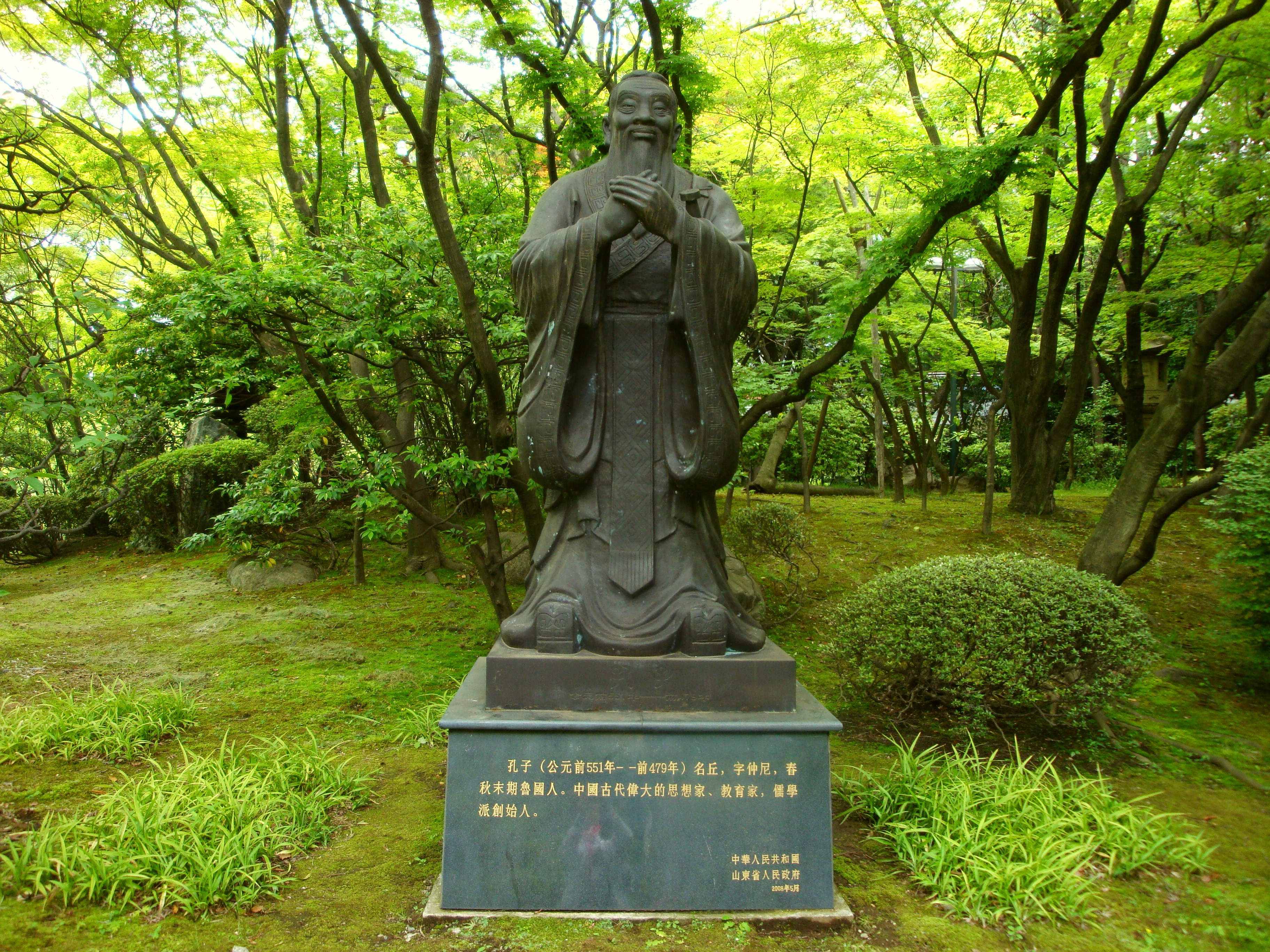
Statut de Confucius
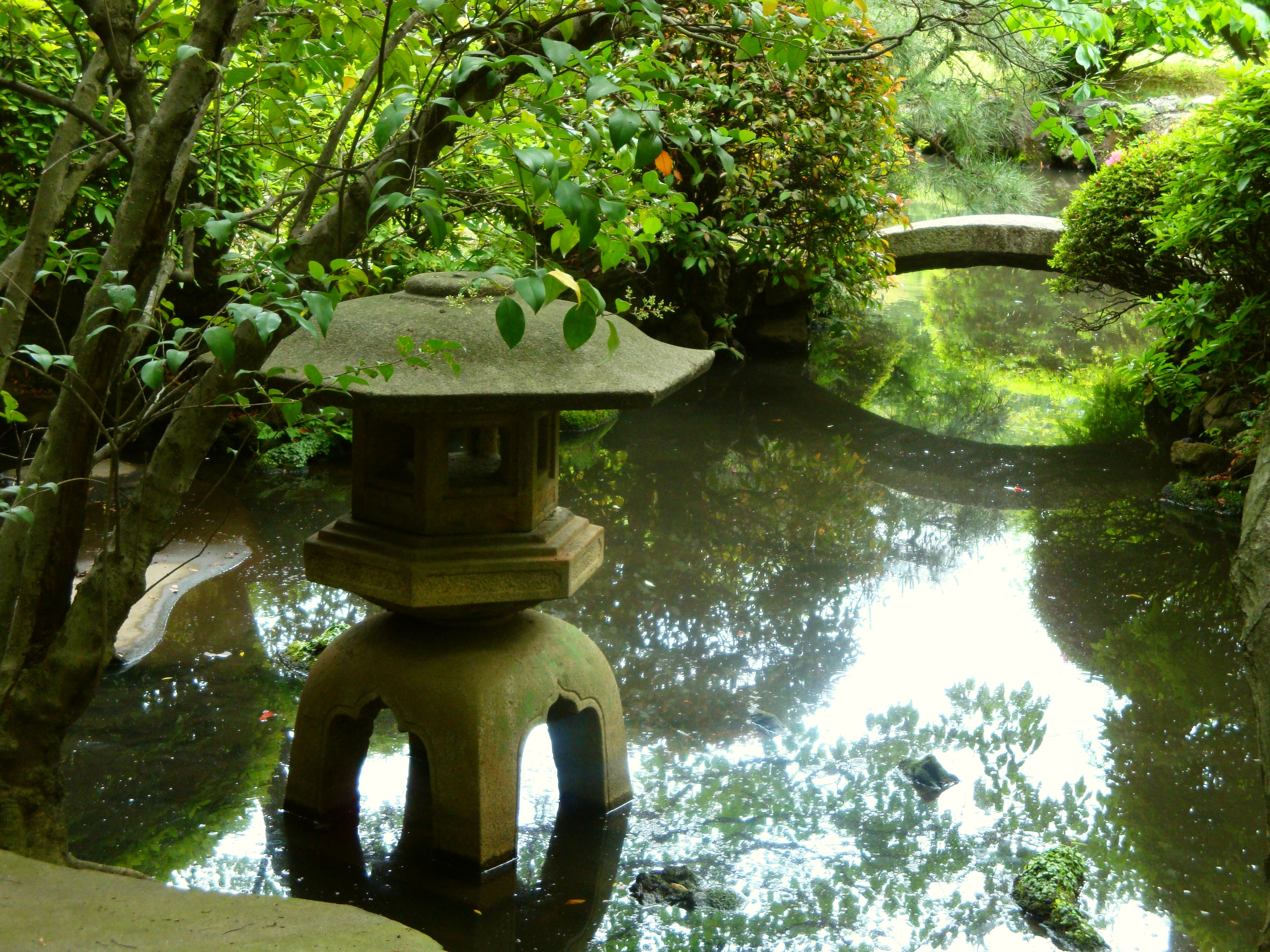
Lanterne et pont de pierre
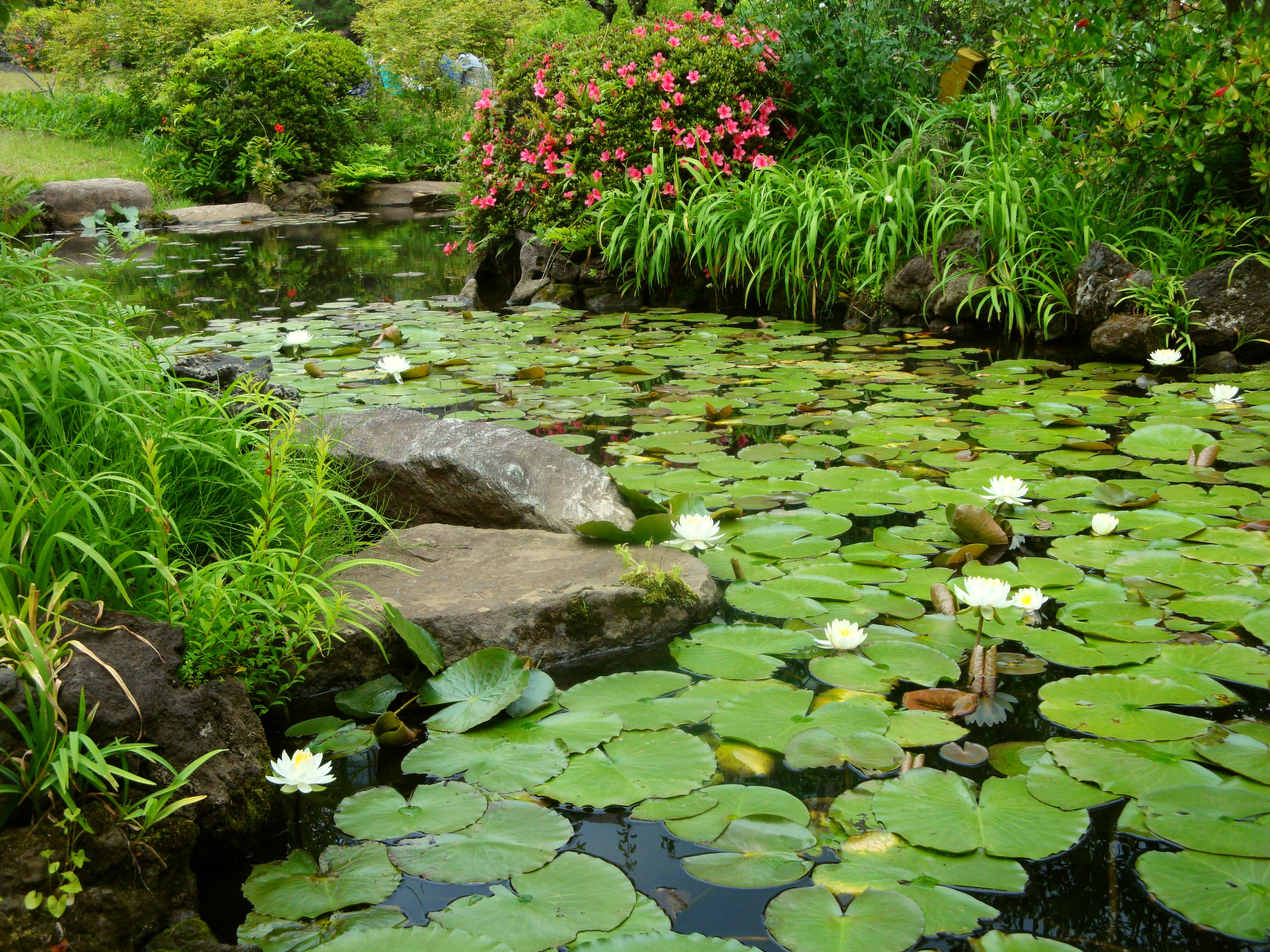
Etang et lotus